# Clermont Pépin
Clermont Pépin   (Saint-Georges, 15 de maig de 1926 - Montreal, 2 de setembre de 2006) va ser un pianista, compositor i professor canadenc que va viure al Quebec.

## Vida primerenca i educació
Jean Joseph Clermont Pépin va néixer a Saint-Georges, Quebec el 1926. Pépin va estudiar amb influents compositors canadencs Claude Champagne (Montreal) i Arnold Walter (Toronto), i a l'Institut Curtis de Música de Filadèlfia a partir de 1941 fins a 1944 amb Rosario Scalero. Va compondre la música per a una pel·lícula el 1948. El 1949 va guanyar el premi d'Europe per a estudis del govern del Quebec com a pianista, cosa que li va permetre estudiar diversos anys a París (1949-1955). Durant aquest temps va estudiar composició amb Arthur Honegger i André Jolivet, i anàlisis amb Olivier Messiaen alhora que Pierre Boulez, Karlheinz Stockhausen i Serge Garant.

## Carrera
A la dècada de 1950 les composicions de Pépin van ser interpretades per diverses orquestres simfòniques. Va ensenyar al "Conservatoire de musique du Quebec" à Montréal de 1955 a 1964 i més tard va exercir de director de 1967 a 1973.
Entre els seus alumnes figuraven François Dompierre, André Gagnon, André Prévost, Jacques Hétu, Silvio Palmieri i Micheline Coulombe Saint-Marcoux. Pépin va ser més conegut pels seus quartets de corda núm. 3 i 4, per les seves Symphonies núm. 3 (Quasars), 4 (La messe sur le monde) i 5 (Implosion) i els seus ballets L'Oiseau-phénix i Le Porte-rêve.
El treball de Pépin es va representar regularment a la ràdio CBC als anys vuitanta. Va ser nomenat per l'Orde del Canadà el 1981.
El 1985, es va establir el Concours de Musique Clermont-Pépin per animar el desenvolupament d'artistes de la regió històrica "Beauce del Quebec". El 1990 va ser nomenat oficial de l'Ordre Nacional del Quebec.
Va morir de càncer de fetge el 2006, amb 80 anys.

## Honors
- 1949 - Prix d'Europe
- 1952 - Prix du Centenaire de l'Université Laval
- 1955 - Premi internacional de composició de Radio-Luxemburg
- 1970 - Prix Calixa-Lavallée
- 1970 - Bene merenti de patria
- 1981 - Oficial de l'Ordre del Canadà
- 1990 - Oficial de l'Ordre Nacional de Quebec